# Berliet Dauphin K
Le Berliet série K et le Citroën Dauphin K01 sont en fait un seul et même camion commun aux deux constructeurs français. Il sera fabriqué de 1968 à 1978 en 3 versions 350K - 450K & 480K. Citroën, durant les deux premières années, a proposé également une version 180K avec un PTC de 3,5 t, accessible avec un simple permis de conduire "B".

## Historique
En tout début d'année 1967, après les échecs successifs des modèles "Tekel" lancé en 1966 et fabriqué à quelques dizaines d'exemplaires seulement et celui, plus cuisant, du Stradair, lancé en 1965, la société Berliet se trouve en grave difficulté financière. La prochaine mise en place des dispositions relatives au marché commun avec son inévitable ouverture (très partielle) à la concurrence étrangère impose à Paul Berliet de trouver très rapidement un allié de poids.
À cette époque, les frontières de la France étaient encore bien gardées et les produits importés lourdement taxés. Les constructeurs français régnaient en maîtres absolus dans un marché national sans concurrence extérieure. Sur les routes de l'hexagone commençaient seulement à circuler quelques camions de marque étrangère, des gros porteurs de chantier Magirus, Mercedes ou Fiat, mais dans la gamme 5-10 tonnes, l'italien OM, distribué par la filiale de Fiat Unic était toujours le seul constructeur à offrir une gamme complète.
Paul Berliet, qui avait pu acquérir une bonne réputation avec ses camions de moyen et gros tonnage sur son marché national fermé et les colonies, voyant sa part de marché baisser inexorablement après la création de Saviem, prit conscience qu'il ne pouvait continuer seul. Il devenait donc urgent de trouver un partenaire solide pour redresser sa situation et tenter à nouveau de s’affirmer dans le secteur des petits véhicules, en particulier celui des livraisons urbaines, dont le marché était toujours très porteur et dominé par l'italien OM. 
Il faut ajouter que Berliet a toujours soutenu, contre tous en Europe, la charge à l'essieu de 13 tonnes, ce qui rendait quasiment impossible ou pour le moins très difficile d'exporter les productions françaises de camions lourds.
Très vite, Caterpillar propose de racheter Berliet mais Paul Berliet doit décliner car les pressions gouvernementales lui imposent de rester français. Son futur partenaire ne pouvant être la Régie Renault qui venait de créer son concurrent national direct Saviem en distribuant les produits de l'allemand M.A.N., Unic appartenant au groupe italien Fiat, Berliet se tourne vers le seul constructeur français de poids lourds encore indépendant Citroën, qui appartient au groupe Michelin. La division poids lourds de Citroën fusionnera avec Berliet en juin 1967. Mais dès 1969, Michelin va négocier avec Fiat la vente de Citroën et donne à Paul Berliet l'occasion d'intégrer le puissant groupe italien. Le gouvernement français y mettra son véto après trois ans alors que les sociétés communes étaient déjà opérationnelles.
À peine le regroupement entre Berliet et Citroën devenu opérationnel, il est décidé de lancer l'étude d'un nouveau camion de faible tonnage qui viendra remplacer simultanément les modèles respectifs de Berliet et Citroën  que sont le Stradair et le Belphégor.
Comme ce fut le cas pour le Stradair, l'étude de ce nouveau camion de 2,5 à 5,0 tonnes de charge utile est très rapidement menée. Le nouveau véhicule portera le nom de Dauphin, sera fabriqué dans l'usine Berliet de Vénissieux et sera distribué sous la marque Citroën.
Le cahier des charges est très simple : aucune nouveauté, utilisation d'éléments déjà existants, abandon des suspensions pneumatiques qui ont causé tant de problèmes au Stradair et retour à des suspensions mécaniques classiques.
Les modèles de pré-série sortent en début d'année 1969 et le véhicule est rapidement commercialisé. La gamme sera étendue au fil des années et sa fabrication s'arrêta en 1978, alors que le constructeur était passé dans le giron de Renault V.I. depuis 1976.
Le châssis est un classique Berliet et la cabine provient du Stradair dont on a supprimé le nez. À l'origine, le camion était uniquement commercialisé sous la marque Citroën. Il faudra attendre 1970/71 pour voir les deux logos Citroën et Berliet juxtaposés. La seule contribution de la marque aux chevrons se situe au niveau du freinage 100% Citroën, provenant du Belphégor et la version essence utilisera le moteur 4 cylindres de la DS 21. Le moteur diesel est fourni par Perkins, comme sur le Stradair et le Belphégor. Après une courte période sous la marque Citroën, le Dauphin ou série K01 poursuivra sa carrière sous la seule marque Berliet jusqu'en 1978.

### La gamme Dauphin / série K

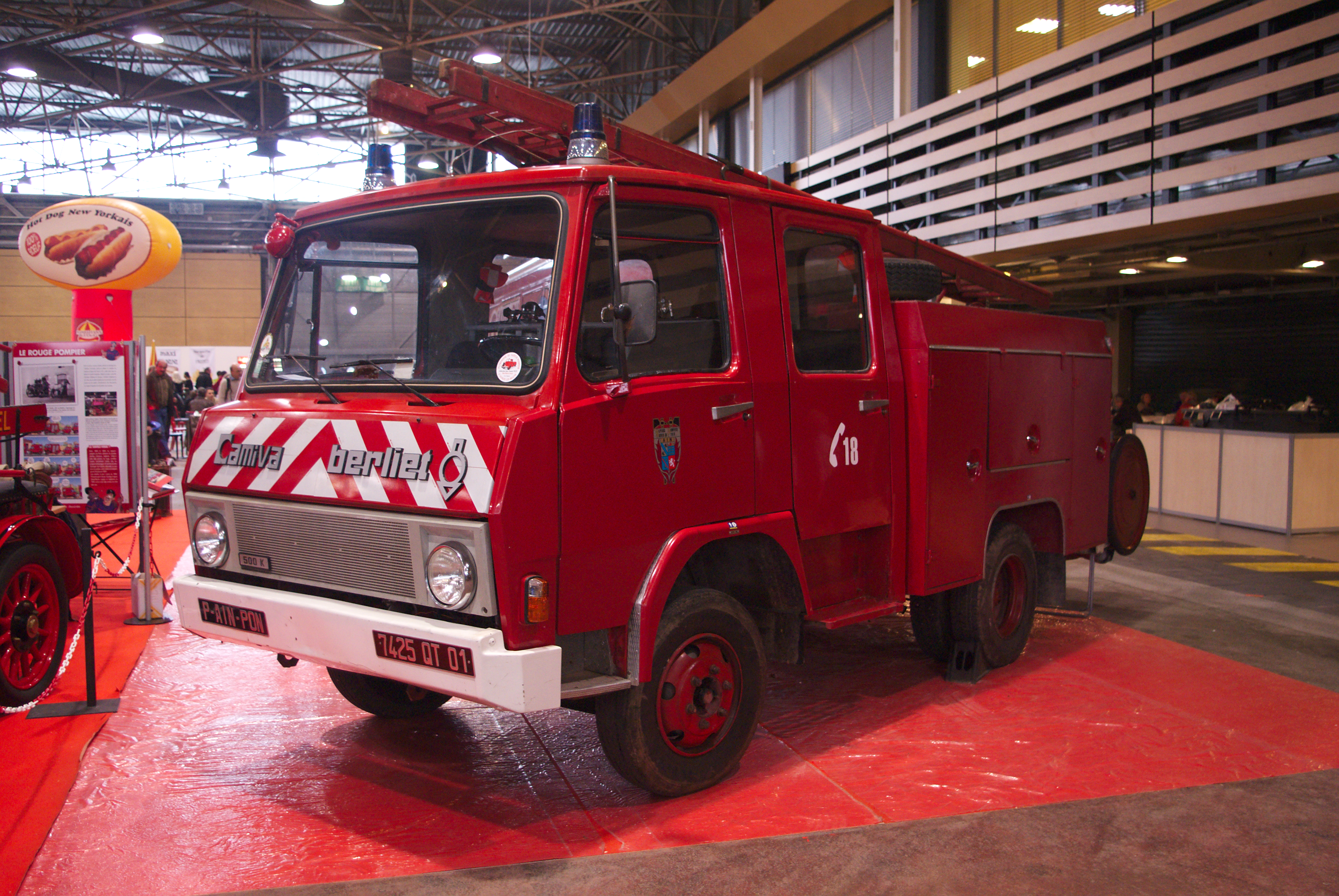
Berliet 500 K Camiva au salon Epoqu'auto 2012

La gamme dérivée du nouveau Dauphin/Série K est assez large:
- 180 - version badgée Citroën, limitée à 3,5 tonnes de PTC, accessible avec un simple permis voiture, ne sera commercialisée que durant les trois premières années,
- 350K & 450K - versions disponibles avec le choix entre les moteurs essence Citroën DS de 82 Ch SAE ou diesel Perkins de 80 Ch, disponibles en version camions plateau, bâché ou tôlé ou fourgon fermé tôlé,
- 350K - 450K & 480K - versions équipées du moteur diesel Perkins de 80 Ch SAE,
- 480K - disponible en version châssis pour autobus-autocar destinée aux carrossiers spécialisés, 21 places adultes ou 41 enfants pour transports scolaires,
- 530K - version apparue en 1976 équipée d'un moteur MAN développant 96 Ch SAE.
- 770 KEH - version pour la lutte contre les incendies, lancée en 1971 pour remplacer le GAK 20H, équipé d'un moteur Hotchkiss essence,
- 770 KB 6 - version incendie équipée d'un moteur diesel MID 06.20.30.

Après avoir été repris par RVI, une version plus puissante 530K équipée d'un moiteur diesel MAN a vu le jour.